# Campeonato Panamericano Junior de Hockey Sobre Césped Femenino de 2016
El Campeonato Panamericano Junior de Hockey Sobre Césped Femenino de 2016 fue la octava edición del torneo continental para menores de 21 años. Se realizó entre el 31 de marzo y el 9 de abril de 2016 en Tacarigua, Trinidad y Tobago y fue organizado por la Federación Panamericana de Hockey. Fue la tercera vez que el torneo se organizó en ese país, después de las competencias  masculinas de 1988 y 2008.
Los dos equipos mejor ubicados lograron clasificar a la Copa Mundial Junior 2016, a jugarse en Chile a fines de ese año.
Argentina logró su séptimo título panamericano luego de imponerse por 6-0 a Estados Unidos en la final. Chile superó 3-0 a Canadá en el partido por el tercer puesto.

## Árbitras
Las siguientes árbitras  fueron designadas para dirigir este torneo:
| - Befort Maggie - Cabargas Camila - Eskina Elena - Fuentes Castelo Diana - Hosein Kecia | - Locatelli Maria - Lodeiro Natalia - Robertson Megan - Wilson Sarah |

## Primera fase

### Grupo A
| Equipo    | J | G | E | P | GF | GC | DG  | Pts |
| --------- | - | - | - | - | -- | -- | --- | --- |
| Argentina | 3 | 3 | 0 | 0 | 30 | 0  | +30 | 9   |
| Chile     | 3 | 2 | 0 | 1 | 9  | 11 | -2  | 6   |
| Uruguay   | 3 | 1 | 0 | 2 | 10 | 7  | +3  | 3   |
| Barbados  | 3 | 0 | 0 | 3 | 2  | 33 | -31 | 0   |

     - Jugó frente al 4º del Grupo B.
     - Jugó frente al 3º del Grupo B.

     - Jugó frente al 2º del Grupo B.
     - Jugó frente al 1º del Grupo B.
| 31 de marzo de 2016 | Argentina | 3:0     | Uruguay |                                     |                                     |
|                     |           | Reporte |         | Árbitra: Elena Eskina Maggie Befort | Árbitra: Elena Eskina Maggie Befort |

| 31 de marzo de 2016 | Chile | 7:0     | Barbados |                                          |                                          |
|                     |       | Reporte |          | Árbitra: Megan Robertson Natalia Lodeiro | Árbitra: Megan Robertson Natalia Lodeiro |

| 2 de abril de 2016 | Uruguay | 9:2     | Barbados |                                          |                                          |
|                    |         | Reporte |          | Árbitra: Maria Locatelli Camila Cabargas | Árbitra: Maria Locatelli Camila Cabargas |

| 2 de abril de 2016 | Chile | 0:10    | Argentina |                                             |                                             |
|                    |       | Reporte |           | Árbitra: Sarah Wilson Diana Fuentes Castelo | Árbitra: Sarah Wilson Diana Fuentes Castelo |

| 3 de abril de 2016 | Argentina | 17:0    | Barbados |                                                |                                                |
|                    |           | Reporte |          | Árbitra: Diana Fuentes Castelo Megan Robertson | Árbitra: Diana Fuentes Castelo Megan Robertson |

| 3 de abril de 2016 | Uruguay | 1:2     | Chile |                                     |                                     |
|                    |         | Reporte |       | Árbitra: Kecia Hosein Maggie Befort | Árbitra: Kecia Hosein Maggie Befort |

### Grupo B
| Equipo            | J | G | E | P | GF | GC | DG  | Pts |
| ----------------- | - | - | - | - | -- | -- | --- | --- |
| Estados Unidos    | 3 | 3 | 0 | 0 | 24 | 1  | +23 | 9   |
| Canadá            | 3 | 2 | 0 | 1 | 9  | 5  | +4  | 6   |
| Trinidad y Tobago | 3 | 1 | 0 | 2 | 4  | 14 | -10 | 3   |
| México            | 3 | 0 | 0 | 3 | 0  | 17 | -17 | 0   |

     - Jugó frente al 4º del Grupo A.
     - Jugó frente al 3º del Grupo A.

     - Jugó frente al 2º del Grupo A.
     - Jugó frente al 1º del Grupo A.
| 31 de marzo de 2016 | Canadá | 4:0     | México |                                       |                                       |
|                     |        | Reporte |        | Árbitra: Maria Locatelli Kecia Hosein | Árbitra: Maria Locatelli Kecia Hosein |

| 31 de marzo de 2016 | Estados Unidos | 10:0    | Trinidad y Tobago |                                       |                                       |
|                     |                | Reporte |                   | Árbitra: Sarah Wilson Camila Cabargas | Árbitra: Sarah Wilson Camila Cabargas |

| 2 de abril de 2016 | Canadá | 1:5     | Estados Unidos |                                       |                                       |
|                    |        | Reporte |                | Árbitra: Elena Eskina Natalia Lodeiro | Árbitra: Elena Eskina Natalia Lodeiro |

| 2 de abril de 2016 | Trinidad y Tobago | 4:0     | México |                                        |                                        |
|                    |                   | Reporte |        | Árbitra: Maggie Befort Megan Robertson | Árbitra: Maggie Befort Megan Robertson |

| 3 de abril de 2016 | Estados Unidos | 9:0     | México |                                          |                                          |
|                    |                | Reporte |        | Árbitra: Natalia Lodeiro Camila Cabargas | Árbitra: Natalia Lodeiro Camila Cabargas |

| 3 de abril de 2016 | Trinidad y Tobago | 0:4     | Canadá |                                       |                                       |
|                    |                   | Reporte |        | Árbitra: Sarah Wilson Maria Locatelli | Árbitra: Sarah Wilson Maria Locatelli |

## Fase final
|  | Cuartos de final  | Cuartos de final |           |       | Semifinales            | Semifinales            |  |  | Final | Final |
|  |                   |                  |           |       |                        |                        |  |  |       |       |
|  |                   |                  |           |       |                        |                        |  |  |       |       |
|  |                   |                  |           |       |                        |                        |  |  |       |       |
|  | Argentina         | 18               |           |       |                        |                        |  |  |       |       |
|  | Argentina         | 18               |           |       |                        |                        |  |  |       |       |
|  | México            | 0                |           |       |                        |                        |  |  |       |       |
|  | México            | 0                | Argentina | 9     |                        |                        |  |  |       |       |
|  |                   |                  | Argentina | 9     |                        |                        |  |  |       |       |
|  |                   | Canadá           | 0         |       |                        |                        |  |  |       |       |
|  | Canadá            | Canadá           | 0         | 0 (5) |                        |                        |  |  |       |       |
|  | Canadá            |                  |           | 0 (5) |                        |                        |  |  |       |       |
|  | Uruguay           | 0 (3)            |           |       |                        |                        |  |  |       |       |
|  | Uruguay           | 0 (3)            | Argentina | 6     |                        |                        |  |  |       |       |
|  |                   |                  | Argentina | 6     |                        |                        |  |  |       |       |
|  |                   | Estados Unidos   | 0         |       |                        |                        |  |  |       |       |
|  | Chile             | Estados Unidos   | 0         | 5     |                        |                        |  |  |       |       |
|  | Chile             |                  |           | 5     |                        |                        |  |  |       |       |
|  | Trinidad y Tobago | 0                |           |       |                        |                        |  |  |       |       |
|  | Trinidad y Tobago | 0                | Chile     | 0     | Tercer y cuarto puesto | Tercer y cuarto puesto |  |  |       |       |
|  |                   |                  | Chile     | 0     | Tercer y cuarto puesto | Tercer y cuarto puesto |  |  |       |       |
|  |                   | Estados Unidos   | 5         |       |                        |                        |  |  |       |       |
|  | Estados Unidos    | Estados Unidos   | 5         | 11    | Canadá                 | 0                      |  |  |       |       |
|  | Estados Unidos    |                  |           | 11    | Canadá                 | 0                      |  |  |       |       |
|  | Barbados          | 0                |           | Chile | 3                      |                        |  |  |       |       |
|  | Barbados          | 0                |           |       | 3                      |                        |  |  |       |       |
|  |                   |                  |           |       |                        |                        |  |  |       |       |
|  |                   |                  |           |       |                        |                        |  |  |       |       |

### Cuartos de final
| 5 de abril de 2016 | Argentina | 18:0    | México |                                          |                                          |
|                    |           | Reporte |        | Árbitra: Megan Robertson Camila Cabargas | Árbitra: Megan Robertson Camila Cabargas |

| 5 de abril de 2016 | Canadá | 0:0 (5:3 S.O) | Uruguay |                                     |                                     |
|                    |        | Reporte       |         | Árbitra: Sarah Wilson Maggie Befort | Árbitra: Sarah Wilson Maggie Befort |

| 5 de abril de 2016 | Chile | 5:0     | Trinidad y Tobago |                                             |                                             |
|                    |       | Reporte |                   | Árbitra: Elena Eskina Diana Fuentes Castelo | Árbitra: Elena Eskina Diana Fuentes Castelo |

| 5 de abril de 2016 | Estados Unidos | 11:0    | Barbados |                                       |                                       |
|                    |                | Reporte |          | Árbitra: Natalia Lodeiro Kecia Hosein | Árbitra: Natalia Lodeiro Kecia Hosein |

### Cruces del 5.º al 8.º puesto
| 7 de abril de 2016 | México | 0:0 (1:3 S.O) | Uruguay |                                       |                                       |
|                    |        | Reporte       |         | Árbitra: Camila Cabargas Kecia Hosein | Árbitra: Camila Cabargas Kecia Hosein |

| 7 de abril de 2016 | Trinidad y Tobago | 3:1     | Barbados |                                              |                                              |
|                    |                   | Reporte |          | Árbitra: Diana Fuentes Castelo Maggie Befort | Árbitra: Diana Fuentes Castelo Maggie Befort |

#### Partido por el séptimo puesto
| 9 de abril de 2016 | México | 1:1 (4:3 S.O) | Barbados |                                     |                                     |
|                    |        | Reporte       |          | Árbitra: Maggie Befort Sarah Wilson | Árbitra: Maggie Befort Sarah Wilson |

#### Partido por el quinto puesto
| 9 de abril de 2016 | Uruguay | 9:1     | Trinidad y Tobago |  |  |
|                    |         | Reporte |                   |  |  |

### Semifinales
| 7 de abril de 2016 | Argentina | 9:0     | Canadá |                                       |                                       |
|                    |           | Reporte |        | Árbitra: Elena Eskina Natalia Lodeiro | Árbitra: Elena Eskina Natalia Lodeiro |

| 7 de abril de 2016 | Chile | 0:5     | Estados Unidos |                                       |                                       |
|                    |       | Reporte |                | Árbitra: Sarah Wilson Megan Robertson | Árbitra: Sarah Wilson Megan Robertson |

#### Partido por el tercer puesto
| 9 de abril de 2016 | Canadá | 0:3     | Chile |                                    |                                    |
|                    |        | Reporte |       | Árbitra: Elena Eskina Kecia Hosein | Árbitra: Elena Eskina Kecia Hosein |

#### Final
| 9 de abril de 2016 | Argentina | 6:0     | Estados Unidos |                                          |                                          |
|                    |           | Reporte |                | Árbitra: Natalia Lodeiro Megan Robertson | Árbitra: Natalia Lodeiro Megan Robertson |

| Bandera de Argentina |
| Campeón Argentina    |
| Séptimo título       |

## Posiciones
| Posición | Equipo            |
| -------- | ----------------- |
| 1        | Argentina         |
| 2        | Estados Unidos    |
| 3        | Chile             |
| 4        | Canadá            |
| 5        | Uruguay           |
| 6        | Trinidad y Tobago |
| 7        | México            |
| 8        | Barbados          |